# Jan Błoński
Jan Błoński (sinh ngày 15 tháng 1 năm 1931 – mất ngày 10 tháng 2 năm 2009) là một nhà sử học, nhà phê bình văn học, nhà báo và dịch giả người Ba Lan. Ông là đại diện hàng đầu của trường phái phê bình văn học ở Kraków, được xem là một trong những nhà phê bình có tầm ảnh hưởng nhất về Ba Lan thời kỳ hậu chiến. Ba Lan.
Là giáo sư của Đại học Jagiellonia, Błoński nghiên cứu tại đây để chuẩn bị cho công trình có tựa đề Mikołaj Sęp Szarzyński và công tác ban đầu cho Baroque Ba Lan. Ông là biên tập viên văn học cho việc xuất bản các tác phẩm sưu tầm của Witold Gombrowicz năm 1986–88 thông qua Wydawnictwo Literackie. Ông cũng là Hội viên của Collegium Invisibile. Giai đoạn 1996–2001, ông cũng là thành viên ban hội thẩm của Giải thưởng văn học Nike. Tháng 11 năm 1995, ông được trao Giải thưởng Sách của Tháng ở Kraków cho các tác phẩm sưu tầm của Sławomir Mrożek, người bạn lâu năm của ông từ thời kỳ Stalin.

## Tiểu sử
Jan Błoński sinh năm 1931 tại Warszawa. Trong giai đoạn Ba Lan bị chiếm đóng bởi Đức quốc xã, ông đã chứng kiến việc đóng cửa Ghetto Warszawa vào năm 1942 khi khoảng 300,000 người Do Thái bị đưa đến Trại hủy diệt Treblinka và bị hành quyết tại chiến dịch phân loại đơn lẻ. Błoński sau đó đã viết rằng một cậu bé Do Thái trên đường trốn chạy đã va vào ông trên đường nhưng ông đã không giúp, điều này gây cho ông cảm giác tội lỗi sâu sắc trong nhiều năm sau đó, và cũng đã truyền cảm hứng cho tác phẩm nổi tiếng nhất của ông do Tygodnik Powszechny xuất bản năm 1987 với tựa đề tiếng Ba Lan là "Biedni Polacy patrzą na getto" (Những người Ba Lan bất hạnh nhìn lại Ghetto) luôn làm suy yếu ý nghĩa lịch sử của việc những người Ba Lan giải thoát cho người Do Thái trong giai đoạn Holocaust.
Błoński hoàn thành nghiên cứu Ba Lan tại Trường Đại học Jagiellonia năm 1952 trong những năm đen tối của nỗi sợ hãi về Stalin ở Ba Lan. Năm 1953, ông tham gia phỉ báng các linh mục Công giáo ở Kraków, ba trong số họ bị chính quyền Cộng sản kết án tử hình trong Phiên tòa công khai của phe Stalin tại Curia Kraków – ông là một trong số những người ký tên lên thư ngỏ của ZLP gửi chính quyền Ba Lan ủng hộ đàn áp các lãnh đạo Kitô giáo bị Bộ Công an buộc tội phản quốc và bỏ tù vô căn cứ – bản án tử hình của họ đã không được thi hành mặc dù Cha Józef Fudali đã chết không rõ lý do khi đang ở trong tù. Błoński có được một vị trí trong Viện Nghiên cứu Văn học thuộc Viện Hàn lâm Khoa học Ba Lan trong giai đoạn 1959–62 (sau cách mạng Tháng Mười Ba Lan). Từ năm 1970, ông làm việc tại Trường Đại học Jagiellonia. Ông là phó hiệu trưởng của phụ trách các công việc giáo khoa (1981–84), giám đốc của Viện nghiên cứu Ba Lan (1988–91), giám đốc Khoa Sân khấu (1977–1980) và Khoa Văn học Ba Lan thế kỷ 20 (1995–97). Với cương vị là giáo sư, ông cũng giảng dạy văn học Ba Lan tại Đại học Paris, Đại học Clermont-Ferrand và Đại học Paris IV. Ông mất ngày 10 tháng 2 năm 2009 tại Kraków.